# Document élohiste

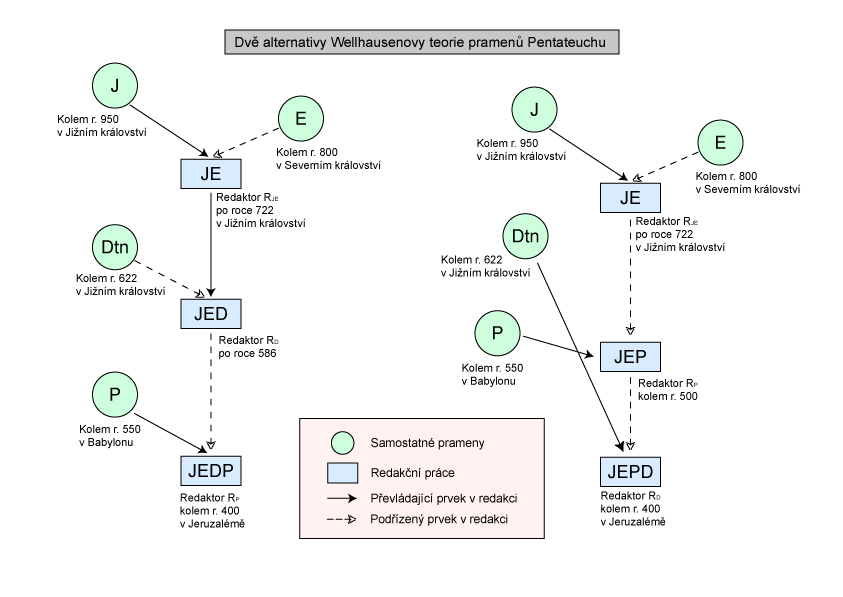
Schéma de la théorie de Wellhausen sur les sources du Pentateuque

Le document élohiste (abrégé : E) est un texte dont l'existence a été supposée à partir du XVIIIe siècle selon la théorie de Jean Astruc.
Selon les tenants de l'hypothèse documentaire qui s'est ensuivie, ce document élohiste était l'une des quatre sources du Pentateuque. L'hypothèse documentaire n'est plus retenue par les spécialistes depuis le dernier quart du XXe siècle.

## Origine
L'appellation provient du nom de Dieu, Elohim, dont se serait servi ce document, par opposition à YHWH, censé caractériser l'hypothétique document yahviste. 
Les chercheurs modernes s'accordent à séparer des sources et à multiplier les auteurs sous-jacents au Pentateuque mais ils débattent toujours pour déterminer comment ces sources ont été utilisées pour écrire les cinq premiers livres de la Bible. L'explication dite de l'hypothèse documentaire a dominé le XXe siècle mais le consensus autour de cette théorie s'est aujourd'hui effondré,. 
La recherche actuelle tend à donner un rôle beaucoup plus important aux rédacteurs (éditeurs) qui sont maintenant perçus comme ajoutant de leur propre fonds plutôt que comme des assembleurs passifs.
Les autres solutions que le système de Graf-Wellhausen peuvent être généralement divisées entre l'hypothèse des fragments et celle dite des compléments. L'hypothèse des fragments, visible dans les travaux de Rolf Rendtorff et d'Erhard Blum, considère le Pentateuque comme résultant de l'accroissement progressif de blocs de textes très larges avant finalement d'être joints, d'abord par le Deutéronomiste (le « Deutéronomiste » s'entend comme celui qui a composé le Deutéronome vers la fin du VIIe siècle av. J.-C.) puis par l'auteur P (VIe/Ve siècle av. J.-C.) lequel a aussi ajouté son propre matériel.
L'hypothèse des compléments est développée dans les travaux de John Van Seters, lequel date la composition de J (qui est ici un livre complet contrairement à l'hypothèse des fragments) au VIe siècle av. J.-C. et en fait une introduction à l'histoire deutéronomiste (qui raconte l'histoire d'Israël et de Juda dans la série des livres allant du livre de Josué au deuxième livre des Rois). Plus tard, les auteurs sacerdotaux (P) auraient ajouté des suppléments à ce premier ensemble, cette croissance ayant continué jusqu'à la fin du IVe siècle av. J.-C..